# Stonehouse (Écosse)
Pour les articles homonymes, voir Stonehouse.
Stonehouse est un village dans le South Lanarkshire, en Écosse.